# Kurt Betschart
Kurt Betschart (Erstfeld, 25 de agosto de 1968) é um ex-ciclista suíço. Betschart foi especialista em corridas de seis dias em pista, segurando um recorde mundial de 37 vitórias com o mesmo parceiro, Bruno Risi. Betschart teve um total de 47 vitórias profissionais e representou a Suíça nos Jogos Olímpicos de Verão de 2000. Após dezesseis anos de ciclismo profissional, Kurt se retirou no dia 26 de julho de 2006.